# Édson Nobre
Edson de Jesus Nobre (Benguela, 2 de Março de 1980) é um futebolista angolano, que joga habitualmente a avançado.

## Carreira
Estreou-se no principal escalão do futebol português no Futebol Clube Paços de Ferreira em 2005, onde permaneceu até 2009. No início da época 2009/2010 assinou pelo Ethnikos, do campeonato cipriota de futebol.

## Seleção
Ele representou o elenco da Seleção Angolana de Futebol no Campeonato Africano das Nações de 2008.